# Sikonge (Distrikt)
Sikonge ist ein Distrikt der Region Tabora in Tansania mit dem Verwaltungssitz in der gleichnamigen Stadt Sikonge. Der Distrikt grenzt im Norden an die Distrikte Urambo und Uyui, im Osten an die Region Singida, im Süden an die Region Mbeya und im Westen an die Region Katavi.

## Geographie
Sikonge hat eine Fläche von 27.873 Quadratkilometer und ist mit 335.686 Einwohnern (Volkszählung 2022) sehr dünn besiedelt. Das Land liegt auf dem tansanischen Zentralplateau in einer Höhe von etwa 1000 Meter über dem Meer, im Osten steigt es bis auf 1500 Meter an. Das Gebiet wird vom Fluss Ugalla und seinem Nebenfluss Wala durchflossen. Sie entwässern über den Malagarasi in den Tanganjikasee. Der Distrikt ist stark mit Miombo-Bäumen bewaldet. Das Klima im Distrikt ist tropisch, Aw nach der effektiven Klimaklassifikation. Die Niederschläge liegen bei 1000 Millimeter im Jahr. Die Regenzeit beginnt im November und endet im April, in den Monaten Juni bis September regnet es kaum. Die Jahresdurchschnittstemperatur in der Distrikthauptstadt liegt bei 21,5 Grad Celsius, der wärmste Monat ist der Oktober.

## Geschichte
Bis zum Jahr 1996 war Sikonge Teil des Distriktes Tabora, der auch Uyui genannt wird. Dann wurde der Distrikt eigenständig, begann aber erst 1997 selbständig zu arbeiten.

## Verwaltungsgliederung
Der Distrikt ist in die beiden Divisionen Sikonge und Kiwere gegliedert und besteht aus zwanzig Bezirken (Wards, Stand 2020):
- Chabutwa
- Igigwa
- Ipole
- Kiloleli
- Kiloli
- Kipanga
- Kipili
- Kisanga
- Kitunda
- Nyahua
- Misheni
- Mole
- Mpombwe
- Ngoywa
- Mkolye
- Pangale
- Sikonge
- Tutuo
- Usunga
- Kilumbi

| Die Einwohnerzahl stieg von 132.733 bei der Volkszählung 2002 auf 179.883 im Jahr 2012. Das entspricht einem jährlichen Wachstum von drei Prozent und einer Verdopplung alle 23 Jahre. Im Jahr 2012 sprachen 45 Prozent der Über-Fünfjährigen Swahili und fünf Prozent Swahili und Englisch. Fast die Hälfte waren Analphabeten. Bei der Volkszählung 2022 lebten 335.686 Menschen in 56.515 Haushalten. Bevölkerungsentwicklung: \| Volkszählung \| Einwohner \| \| ------------ \| --------- \| \| 1988 \| 78.633 \| \| 2002 \| 132.733 \| \| 2012 \| 179.883 \| \| 2022 \| 335.686 \| | Hier fehlt eine Grafik, die leider im Moment aus technischen Gründen nicht angezeigt werden kann. Wir arbeiten daran! |
| Volkszählung | Einwohner |
| 1988 | 78.633 |
| 2002 | 132.733 |
| 2012 | 179.883 |
| 2022 | 335.686 |

- Bildung: Im Distrikt gibt es 95 Grundschulen und neunzehn weiterführende Schulen.[8]
- Wasser: Die Versorgung mit sicherem und sauberem Wasser stieg von fünf Prozent im Jahr 2005 auf 39 Prozent im Jahr 2017.[9]

| - Landwirtschaft: Die Landwirtschaft ist die wichtigste wirtschaftliche Tätigkeit. Die Hauptanbauprodukte sind Mais, Hirse, Maniok und Tabak. - Forstwirtschaft: In den letzten Jahrzehnten nahm die Waldfläche ab. Gründe sind die Ausweitung des Anbaus von vor allem Tabak und die Rodungen für Brennholz und Holzkohle. - Bergbau: In Kitunda wird etwas Gold abgebaut. - Straßen: Die von der Regionshauptstadt Tabora nach Süden führende Nationalstraße verläuft durch den Distrikt. Sie ist nicht asphaltiert und teilt sich südlich der Distrikthauptstadt. Der südöstliche Ast führt nach Mbeya, der westliche nach Mpanda (Stand 2018). | Hier fehlt eine Grafik, die leider im Moment aus technischen Gründen nicht angezeigt werden kann. Wir arbeiten daran! |

## Politik
In Sikonge wird alle fünf Jahre ein Distriktrat (District council) gewählt. Neben den 21 gewählten Vertretern sitzen sieben ernannte Mitglieder im Rat. Der Vorsitzende ist Peter Mihayo Nzalalila (Stand 2020).[veraltet]

## Sehenswürdigkeiten
- Ugalla-River-Nationalpark: Der Distrikt hat im Nordwesten Anteil an diesem fast 5000 Quadratkilometer großen Nationalpark. Das Gebiet wurde im Jahr 1965 als Wildreservat eingerichtet und 2019 zum Nationalpark erklärt. In Miombo-Wäldern und Grassavannen leben Elefanten, Büffel, Löwen, Leoparden, Giraffen, Zebras und große Herden von Antilopen, im Fluss Ugalla gibt es Krokodile.[17]